# Acoblament en baioneta

Un acoblament en baioneta

Un acoblament en baioneta és un mecanisme d'acoblament emprat en electricitat que radica en l'aparellament de superfícies. Un costat mascle amb una o més agulles i un receptor femella amb traus on s'encaixen i una molla que manté la fixació. El nom baioneta li ve de la similitud del moviment de l'acoblament amb el moviment d'ús de l'arma baioneta, d'enfonsar i girar l'arma, per matar l'enemic.

Acoblament en baioneta, abans i després de la inserció

Per acoblar les dues parts, s'espera que l'usuari encari les agulles del costat mascle amb els traus del costat femella i les empenyi l'una envers l'altra. Un cop les agulles atenyen el final del trau, cal girar les superfícies per tal que les agulles entrin per un trau perpendicular cap a un cau en sentit contrari que evita que les agulles es retractin. Una molla ajuda a mantenir-les en aquesta posició.
Per desacoblar les parts, cal empènyer les dues parts l'una contra l'altra per vèncer la força de la molla i fer una fracció de gir per fer lliscar les agulles cap al passadís de desbloqueig.
La robustesa de l'acoblament rau en la força de tall de les agulles.

## Bombetes amb acoblament en baioneta

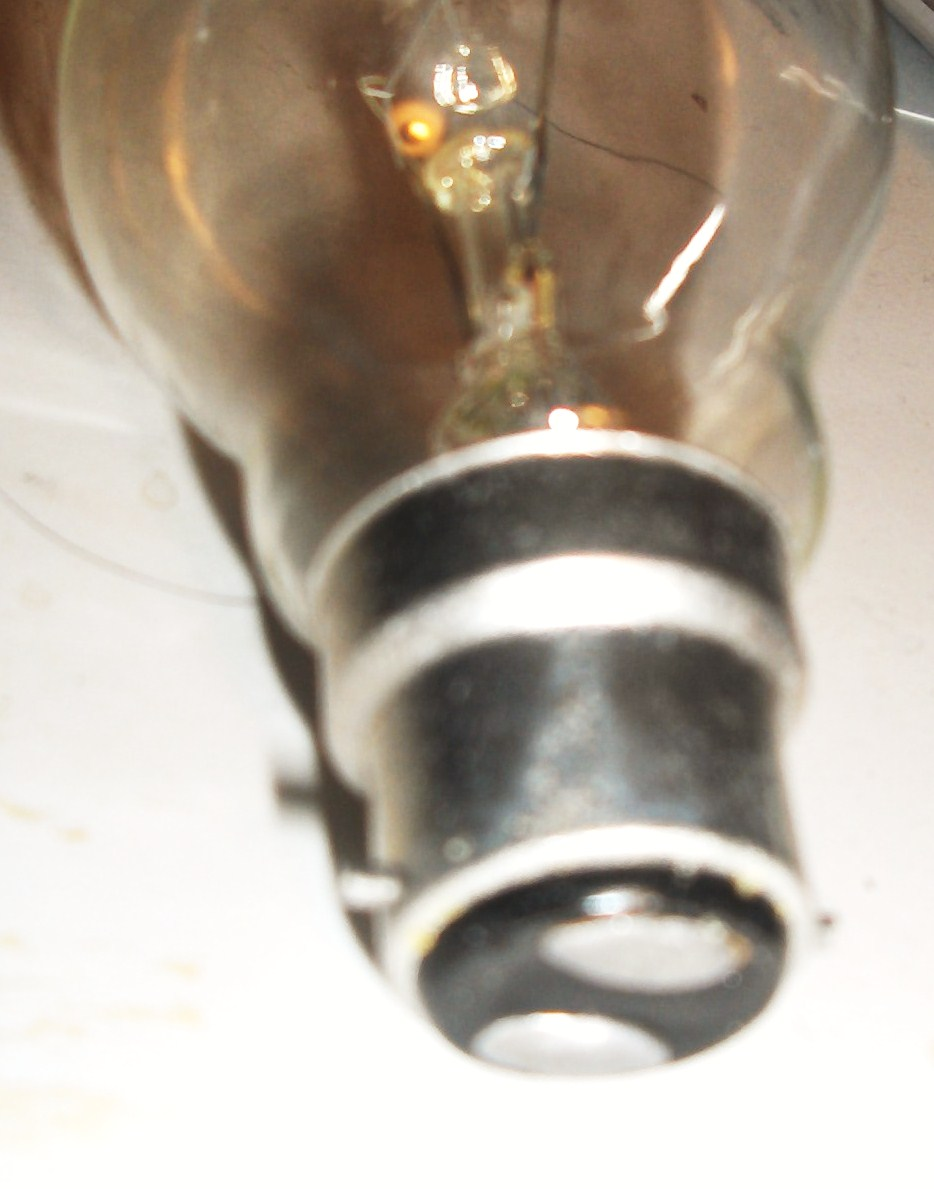
Bombeta incandescent amb acoblament en baioneta de doble contacte

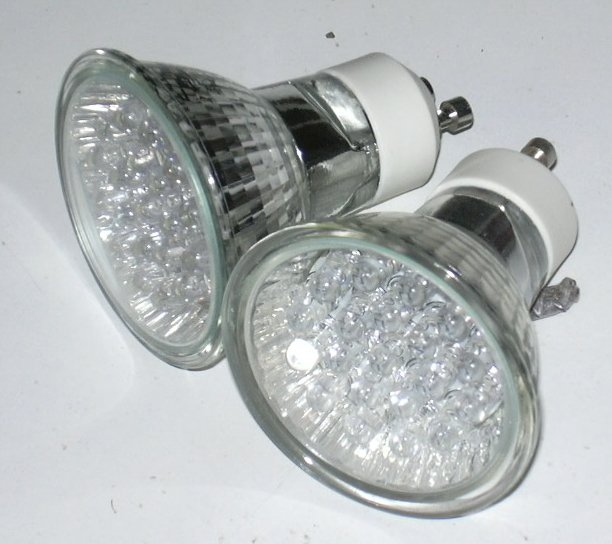
Làmpada LED amb acoblament en baioneta GU10

| Type   | CEI                    | Deutsches Institut für Normung | ANSI             |
| ------ | ---------------------- | ------------------------------ | ---------------- |
| B15d   | CEI 60061-1 (7004-11)  | DIN 49721                      |                  |
| BA15d  | CEI 7004-11 A          | DIN 49720                      |                  |
| BA15s  | CEI 7004-11 A          | DIN 49720                      |                  |
| BA20d  | CEI 7004-12            | DIN 49730                      |                  |
| B21s-4 |                        |                                |                  |
| B22d   | CEI 60061-1 (7004-10)  |                                |                  |
| BY22d  |                        |                                |                  |
| B24s-3 |                        |                                |                  |
| GU10   | CEI 60061-1 (7004-121) |                                |                  |
| GZ10   | CEI 60061-1 (7004-120) |                                |                  |
| GU24   |                        |                                | pendent (3/2007) |

## Altres sistemes d'acoblament elèctric
- Rosca Edison
- Biagulla